# Coupe d'Islande de football 1982
La coupe d'Islande 1982 de football est la 23e édition de la Coupe nationale de football.
Elle s'est disputée du 26 mai 1982 au 29 août 1982, avec la finale jouée au Laugardalsvöllur à Reykjavik.
La Coupe revêt une haute importance puisque le vainqueur est qualifié pour la Coupe des Coupes (Si un club gagne à la fois le championnat et la Coupe, c'est le finaliste de la Coupe qui prend sa place en Coupe des Coupes).
Les 10 clubs de 1. Deild ne rentrent qu'en huitièmes de finale, alors que les clubs des divisions inférieures entrent au fur et à mesure des 3 tours préliminaires. Les équipes se rencontrent sur un  match simple. En cas de match nul, le match est rejoué sur le terrain de l'autre équipe.
L'ÍA Akranes s'impose en finale contre l'ÍBK Keflavík et se qualifie du même coup pour la Coupe des Coupes. 

## Premier tour
| Équipe 1                  | Résultat | Équipe 2                 |
| ------------------------- | -------- | ------------------------ |
| Bolungarvík               | 2 - 3    | Grundarfjörður           |
| HV Isafjörður             | 0 - 2    | Vikingur Olafsvik        |
| UMF Grindavík             | 3 - 1    | Stokkseyri               |
| Hekla Hellu               | 0 - 12   | UMF Njarðvík (D2)        |
| Víðir Garður (D3)         | 7 - 0    | Hamar Hveragerði         |
| UMF Skallagrímur (D2)     | 0 - 1    | FH Hafnarfjörður (D2)    |
| IK Kopavogur              | 4 - 3    | Stjarnan Gardabaer       |
| Reynir Hn                 | 0 - 5    | Augnabliík               |
| Höttur Egilsstaðir        | 0 - 3    | Einherji (D2)            |
| Reynir Sandgerði (D2)     | 1 - 0    | Fylkir Reykjavik (D2)    |
| Huginn Seyðisfjörður      | 7 - 1    | Valur Reyðarfjörður      |
| Sindri                    | 0 - 6    | þrottur Norðfjörður (D2) |
| Haukar Hafnarfjörður (D3) | 0 - 1    | Armann Reykjavik (D4)    |
| Afturelding Mosfellsbær   | 3 - 1    | UMF Selfoss (D3)         |
| Snaefell                  | 1 - 2    | þrottur Reykjavik (D2)   |

## Deuxième tour
| Équipe 1                | Résultat | Équipe 2                 |
| ----------------------- | -------- | ------------------------ |
| Reynir Sandgerði (D2)   | 2 - 0    | Augnablík                |
| þor Akureyri (D2)       | 2 - 1    | KS Siglufjörður (D3)     |
| Völsungur Húsavík (D2)  | 8 - 0    | Arroðinn A.              |
| Armann Reykjavik (D4)   | 3 - 2    | UMF Grindavík            |
| Austri Eskifjörður      | 2 - 3    | Huginn Seyðisfjörður     |
| þrottur Reykjavik (D2)  | 3 - 1    | Vikingur Olafsvik        |
| Dagsbrún                | 1 - 5    | Leiftur Ólafsfjörður     |
| Grundarfjörður          | 1 - 3    | Afturelding Mosfellsbær  |
| IK Kopavogur            | 2 - 1    | FH Hafnarfjörður (D2)    |
| Einherji (D2)           | 2 - 0    | þrottur Norðfjörður (D2) |
| UMF Njarðvík (D2)       | 0 - 3    | Víðir Garður (D3)        |
| Tindastóll Sauðárkrókur | 5 - 1    | Magni Grenivík           |

## Troisième tour
| Équipe 1                | Résultat | Équipe 2                |
| ----------------------- | -------- | ----------------------- |
| þrottur Reykjavik (D2)  | 3 - 1    | Afturelding Mosfellsbær |
| Armann Reykjavik (D4)   | 0 - 1    | Víðir Garður (D3)       |
| Reynir Sandgerði (D2)   | 1 - 0    | IK Kopavogur            |
| Huginn Seyðisfjörður    | 5 - 0    | Einherji (D2)           |
| Tindastóll Sauðárkrókur | 0 - 1    | Völsungur Húsavík (D2)  |
| þor Akureyri (D2)       | 7 - 2    | Leiftur Ólafsfjörður    |

## Huitièmes de finale
- Entrée en lice des 10 équipes de 1. Deild

| Équipe 1                | Résultat | Équipe 2                  |
| ----------------------- | -------- | ------------------------- |
| Huginn Seyðisfjörður    | 0 - 4    | Reynir Sandgerði (D2)     |
| Víðir Garður (D3)       | 0 - 2    | ÍBK Keflavík (D1)         |
| þrottur Reykjavik (D2)  | 1 - 5    | ÍA Akranes (D1)           |
| ÍBV Vestmannaeyjar (D1) | 1 - 4    | Fram Reykjavik (D1)       |
| þor Akureyri (D2)       | 1 - 3    | Breiðablik Kopavogur (D1) |
| KR Reykjavik (D1)       | 2 - 1    | Valur Reykjavik (D1)      |
| Völsungur Húsavík (D2)  | 1 - 2    | Vikingur Reykjavik (D1)   |
| KA Akureyri (D1)        | 3 - 1    | ÍB Ísafjörður (D1)        |

## Quarts de finale
| Équipe 1                  | Résultat | Équipe 2                |
| ------------------------- | -------- | ----------------------- |
| ÍBK Keflavík (D1)         | 3 - 0    | Fram Reykjavik (D1)     |
| Breiðablik Kopavogur (D1) | 1 - 2    | ÍA Akranes (D1)         |
| KR Reykjavik (D1)         | 1 - 0    | Reynir Sandgerði (D2)   |
| KA Akureyri (D1)          | 1 - 3    | Vikingur Reykjavik (D1) |

## Demi-finales
| Équipe 1                | Résultat | Équipe 2          |
| ----------------------- | -------- | ----------------- |
| ÍBK Keflavík (D1)       | 2 - 1    | KR Reykjavik (D1) |
| Vikingur Reykjavik (D1) | 1 - 2    | ÍA Akranes (D1)   |

## Finale
| 29 août 1982 | ÍA Akranes                         | 2 - 1 | ÍBK Keflavík       | Laugardalsvöllur, Reykjavik |  |
|              | Julius Ingolfsson · Arni Sveinsson |       | Ragnar Margeirsson |                             |  |
|              | (Rapport)                          |       |                    |                             |  |

- L'ÍA Akranes remporte sa 2e Coupe d'Islande et se qualifie pour la Coupe des Coupes 1983-1984.